# Komoča
Komoča este o comună slovacă, aflată în districtul Nové Zámky din regiunea Nitra. Localitatea se află la altitudinea de 109 m deasupra n.m., se întinde pe o suprafață de 13,48 km2 și în 2017 număra 949 de locuitori.

## Istoric
Localitatea Komoča este atestată documentar din 1416.

## Demografie
| An:                | 1994 | 2004   | 2014   | 2024   |
| ------------------ | ---- | ------ | ------ | ------ |
| Număr de persoane: | 968  | 924    | 940    | 930    |
| Diferență:         |      | −4,54% | +1,73% | −1,06% |

| An:                | 2023 | 2024   |
| ------------------ | ---- | ------ |
| Număr de persoane: | 922  | 930    |
| Diferență:         |      | +0,86% |